# Tobantilla kolasma
Tobantilla kolasma  (лат.) — вид ос-немок (бархатных муравьёв) рода Tobantilla из подсемейства Sphaeropthalminae (триба Sphaeropthalmini). Эндемик Южной Америки.

## Распространение
Южная Америка: Венесуэла (Guarico, Hato Masaguaral).

## Описание
Длина коричневого тела около 5 мм (от 4,5 до 5,5 мм), покрыты серебристыми или золотистыми щетинками. Голова, мезосома, ноги, усики и жвалы светло-коричневые. Метасома коричневая, кроме более тёмных сегментов T2-4 (до чёрного); сегмент T2 имеет две пары желтоватых пятен, передняя пара пятен продольно-овальной формы, а задняя — округлой. Глаза также имеют округлую форму. Спинная поверхность мезосомы (на виде в профиль) плоская или вогнутая с хорошо развитыми скутеллярными чешуйками; верхняя и задняя поверхности проподеума взаимно более или менее перпендикулярны и обычно разделены латеральными поперечными килями; голенные шпоры белые, светлее чем голени и лапки; первый метасомальный сегмент явно узловидный и суженный сзади. Имеют 6-члениковые нижнечелюстные и 4-члениковые нижнегубные щупики. Формула шпор: 1-2-2.
Вид был впервые описан в 2011 году американскими энтомологами Кевином Уилльямсом (англ. Kevin A. Williams) и Джеймсом Питтсом (James P. Pitts, оба из Университета штата Юта, Logan, Юта) и южноафриканским гименоптерологом Денисом Бразерсом (Denis J. Brothers; University of KwaZulu-Natal, Питермарицбург, Scottsville, ЮАР). Сходен с видом Tobantilla frigidula.
Видовое название Tobantilla kolasma происходит от греческого слова «kolasma» («наказание»), что связано (как и у Tobantilla krima) с названием романа Фёдора Михайловича Достоевского «Преступление и наказание».